# Fissidens polysetulus
Fissidens polysetulus là một loài Rêu trong họ Fissidentaceae. Loài này được Müll. Hal. ex Nork. & Gangulee mô tả khoa học đầu tiên năm 1971.